# Diecezja Lafia
Diecezja  Lafia – diecezja rzymskokatolicka  w Nigerii. Powstała w 2000 z terenu diecezji Makurdi.

## Biskupi ordynariusze
- Matthew Ishaya Audu (2000 – 2020)
- David Ajang (od 2021)